# Liste norwegischer Erfinder und Entdecker
Die Liste norwegischer Erfinder und Entdecker ist eine Liste von Erfindern und Entdeckern aus Norwegen in alphabetischer Reihenfolge des Familiennamens.

## A

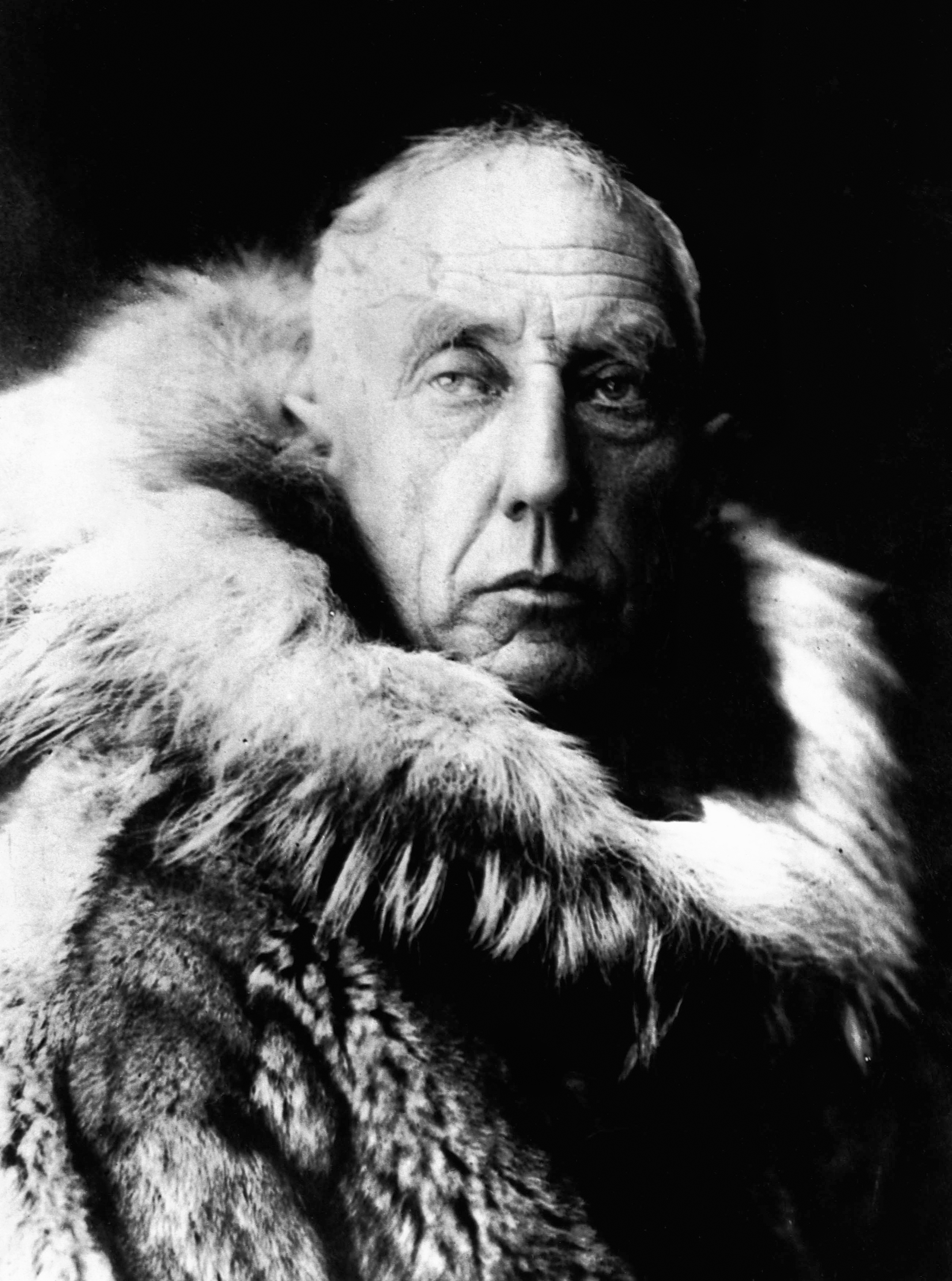
Roald Amundsen.

- Niels Henrik Abel: Mathematiker, verschiedene mathematische Strukturen
- Roald Amundsen: Polarforscher, durchfuhr zwischen 1903 und 1906 als erster die Nordwestpassage; erreichte als erster den geographischen Südpol

## B
- Kristian Birkeland: Physiker, Birkeland-Eyde-Verfahren zur Herstellung  künstlichen Salpeters und Düngesalz (gemeinsam mit Sam Eyde)
- Vilhelm Bjerknes: Meteorologe: Pionier der Wettervorhersage
- Thor Bjørklund: Erfinder des Käsehobels
- Fredrik Rosing Bull: an der Entwicklung von Lochkartenmaschinen beteiligt, für die er unter anderem einen Stanzer erfand

## E
- Ægidius Elling: Entwickler eines frühen funktionierenden Prototyps einer Gasturbine
- Leif Eriksson, Seefahrer, um 1000 erste Entdeckung Amerikas („Vinland“)
- Sam Eyde: Ingenieur, Birkeland-Eyde-Verfahren zur Herstellung  künstlichen Salpeters und Düngesalz.  (gemeinsam mit Kristian Birkeland)

## F
- Svend Foyn: Walfänger, Granatharpune/Harpunenkanone

## G
- Ivar Giaever, Physiker (Nobelpreis) – experimentelle Entdeckungen betreffend das Tunnel-Phänomen in Halb- bzw. Supraleitern

## H
- Gerhard Armauer Hansen: Arzt, Entdecker des Erregers der Lepra, des Mycobacterium leprae
- Odd Hassel: Chemiker (Nobelpreis) – für Arbeiten in der Entwicklung des Konformationsbegriffes und dessen Anwendung in der Chemie

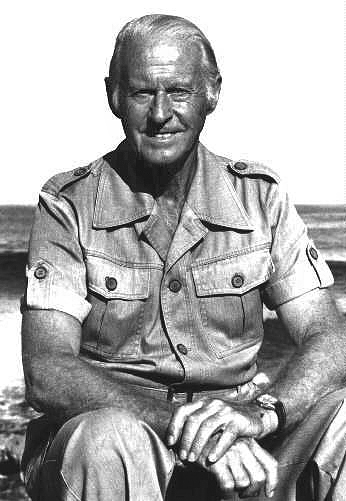
Thor Heyerdahl.

- Thor Heyerdahl: segelte 1947 mit dem Floß Kon-Tiki von Südamerika nach Tahiti sowie 1970 mit dem Papyrusboot Ra II von Marokko nach Barbados; zahlreiche weitere Expeditionen mit Entdeckungen

## M
- May-Britt Moser und Edvard Moser, Nobelpreisträger, Entdecker der Zellen im Gehirn, die räumliche Orientierung möglich machen.

## N
- Fridtjof Nansen: Polarforscher, durchquerte als erster das Inlandeis von Grönland; Friedensnobelpreis

## O
- Peter Opsvik: Trip-Trap-Stuhl (norwegisches Unternehmen Stokke AS)

## P
- Tore Planke und Petter Planke: Erfinder des Pfandautomats (norwegisches Unternehmen Tomra AS 1979)

## R

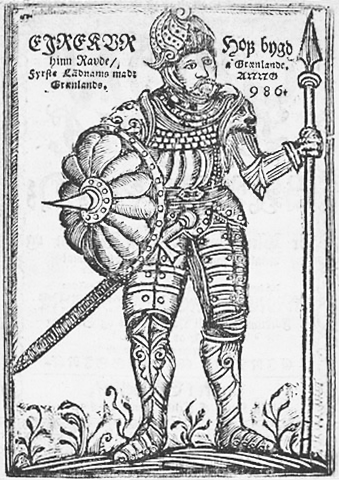
Erik der Rote, in Arngrímur Jónssons Gronlandia

- Erik der Rote, besiedelte 985 Grönland
- Erik Rotheim, Erfinder der Sprühdose (norwegisches Unternehmen Alf Bjercke)

## S
- Otto Sverdrup: Polarforscher, entdeckte auf der zweiten Fram-Expedition 1898–1902 die später nach ihm benannten Sverdrup-Inseln

## V

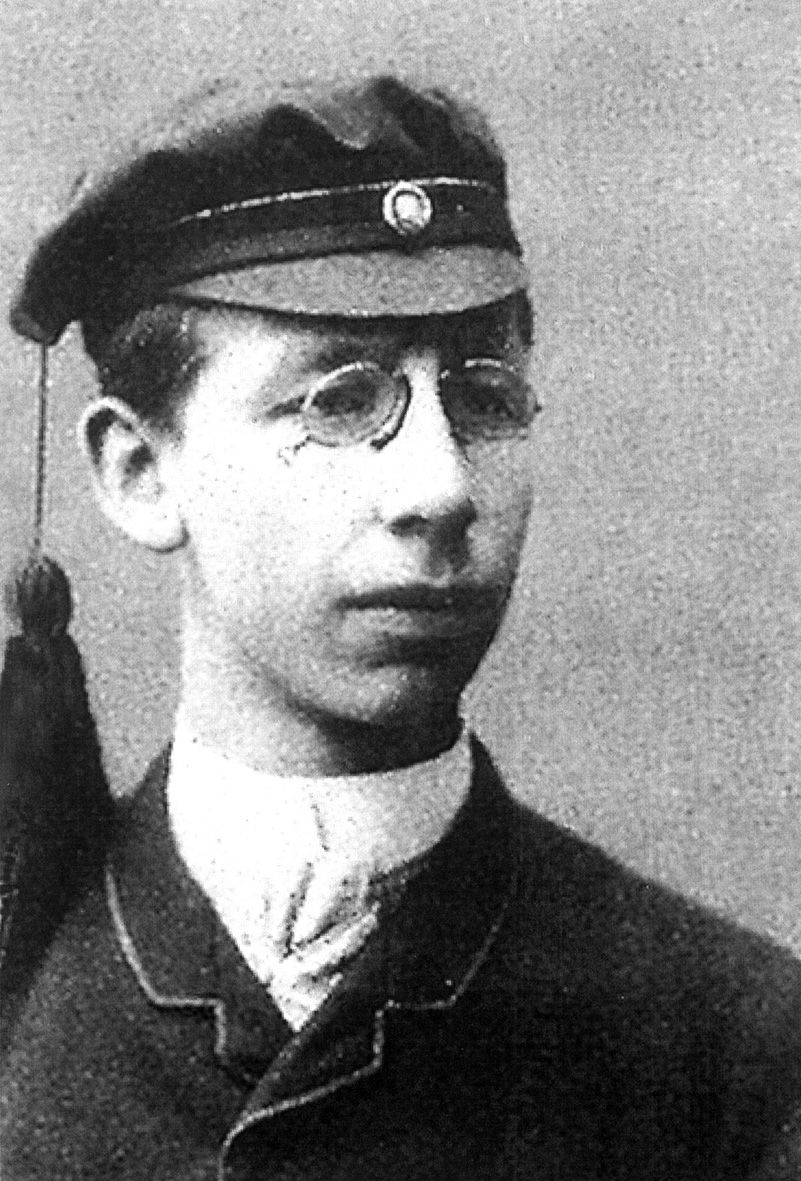
Johan Vaaler, 1887.

- Johan Vaaler, Erfinder eines Vorläufers der modernen Büroklammer

## W
- Bror With: Rottefella-Skibindung